# Fatih Terim
Fatih Terim (* 4. září 1953) je turecký fotbalový trenér. Od prosince 2017 do ledna 2022 byl hlavním trenérem klubu Galatasaray SK, který již dříve vedl v obdobích 1996–2000, 2002–2004 a 2011–2013. Kromě toho v minulosti trénoval například tureckou reprezentaci.

## Statistika
| Klub                 | Sezóna  | Liga   | Liga | Pohár  | Pohár | LM či EL | LM či EL | Celkem | Celkem |
| Klub                 | Sezóna  | Zápasy | Góly | Zápasy | Góly  | Zápasy   | Góly     | Zápasy | Góly   |
| -------------------- | ------- | ------ | ---- | ------ | ----- | -------- | -------- | ------ | ------ |
| Adana Demirspor      | 1973/74 | 28     | 2    | ?      | ?     | 0        | 0        | ?      | ?      |
| Galatasaray Istanbul | 1974/75 | 30     | 2    | ?      | ?     | 0        | 0        | ?      | ?      |
| Galatasaray Istanbul | 1975/76 | 30     | 3    | 8      | 1     | 4        | 0        | 46     | 5      |
| Galatasaray Istanbul | 1976/77 | 29     | 2    | 2      | 0     | 0        | 0        | 31     | 2      |
| Galatasaray Istanbul | 1977/78 | 29     | 2    | 5      | 0     | 0        | 0        | 36     | 2      |
| Galatasaray Istanbul | 1978/79 | 27     | 2    | 2      | 2     | 2        | 1        | 34     | 6      |
| Galatasaray Istanbul | 1979/80 | 30     | 2    | 10     | 0     | 2        | 0        | 44     | 2      |
| Galatasaray Istanbul | 1980/81 | 27     | 2    | 6      | 0     | 0        | 0        | 34     | 2      |
| Galatasaray Istanbul | 1981/82 | 28     | 0    | 9      | 1     | 0        | 0        | 40     | 1      |
| Galatasaray Istanbul | 1982/83 | 29     | 1    | 2      | 0     | 0        | 0        | 33     | 2      |
| Galatasaray Istanbul | 1983/84 | 28     | 0    | 5      | 0     | 0        | 0        | 35     | 0      |
| Galatasaray Istanbul | 1984/85 | 30     | 0    | 8      | 3     | 0        | 0        | 41     | 3      |
| Galatasaray Istanbul | Celkem  | 345    | 18   | 57     | 7     | 8        | 1        | 435    | 29     |

## Úspěchy

### Klubové
- 3× vítěz tureckého poháru (1976, 1982, 1985)
- 1× vítěz tureckého superpoháru (1982)

### Trenérské
Galatasaray Istanbul
- 6× vítěz turecké ligy (1996/97, 1997/98, 1998/99, 1999/00, 2011/12, 2012/13)
- 2× vítěz tureckého poháru (1999, 2000)
- 4× vítěz tureckého superpoháru (1996, 1997, 2012, 2013)
- 1× vítěz Poháru UEFA (1999/00)
- 1× vítěz Superpoháru UEFA (2007)

Reprezentace Turecka
- 2× na ME (1996, 2008 - bronz)